# Muhurta
Muhurta (Sanskrit); wörtlich: Moment. Der Begriff Muhurta hat verschiedene Bedeutungen:
a) Zeitspanne (allgemein).
b) Eine gewisse zeitliche Einteilung von Tag und Nacht. Muhurtas variieren leicht in Länge (Zeitdauer), da sich die Dauer von Tag und Nacht im Verlaufe eines Jahres verändert. Es gibt mindestens drei Muhurta-Systeme: 
1. Das erste definiert ein Muhurta als die Zeitspanne von einem Achtel vom Tag oder von der Nacht. Das entspricht eineinhalb Stunden (90 Minuten = 1 Muhurta) an einem Zwölfstundentag. Hier hat ein Tag 8 und eine Nacht 8 Muhurtas; also zusammen 16 Muhurtas.
2. Das zweite System definiert ein Muhurta als die Zeitspanne von einem Fünfzehntel vom Tag oder von der Nacht. Das entspricht 48 Minuten (= 1 Muhurta) an einem Zwölfstundentag. Hier hat ein Tag 15 und eine Nacht 15 Muhurtas; also zusammen 30 Muhurtas.
3. Das dritte System definiert ein Muhurta als die Zeitspanne von einem Sechzehntel vom Tag oder von der Nacht. Das entspricht 45 Minuten (= 1 Muhurta) an einem Zwölfstundentag. Hier hat ein Tag 16 und eine Nacht 16 Muhurtas; also zusammen 32 Muhurtas.

c) Bezieht sich auf einen günstigen astrologischen Zeitpunkt (indische Astrologie: Jyotisha), um bestimmte Aktivitäten zu verrichten oder einzuleiten (z. B. ein Unternehmen zu gründen, zu heiraten oder ein Auto zu kaufen).